# Premio Bill Russell al MVP de las Finales de la NBA
El Premio Bill Russell al MVP de las Finales de la NBA (Bill Russell NBA Finals Most Valuable Player Award) es un premio anual otorgado por la NBA al jugador más destacado de las Finales de la NBA. Entregado desde 1969, habitualmente se concede el premio a un jugador del equipo vencedor, habiendo únicamente una excepción, precisamente cuando en la primera edición (1969) le fue otorgado a Jerry West, de Los Angeles Lakers, que ese año perdió la final contra Boston Celtics. El ganador es seleccionado por un grupo de nueve periodistas deportivos, quienes votan tras la conclusión de las Finales. El jugador con más votos gana el premio. Originalmente, el premio era un trofeo negro con una esfera de oro en forma de balón de baloncesto en la parte superior, similar al Trofeo Larry O'Brien, hasta que se introdujo un trofeo más pequeño en 2005.
El 14 de febrero de 2009, durante el All-Star Weekend de la NBA de 2009 en Phoenix, el Comisionado de la NBA David Stern anunció que el premio sería renombrado a «Bill Russell NBA Finals Most Valuable Player Award» («Premio Bill Russell al MVP de las Finales de la NBA») en honor al 11 veces campeón de la NBA Bill Russell.
Michael Jordan, quien lideró a Chicago Bulls a seis campeonatos de la NBA desde 1991 a 1993 y 1996 a 1998, es el único jugador en ganar el premio en seis ocasiones. LeBron James lo ha ganado cuatro veces, Magic Johnson, Shaquille O'Neal y Tim Duncan lo han ganado en tres ocasiones, mientras que Willis Reed, Kareem Abdul-Jabbar, Kawhi Leonard, Larry Bird, Hakeem Olajuwon, Kobe Bryant y Kevin Durant lo han hecho en dos. Jordan y O'Neal son los únicos jugadores en ganar el premio en tres temporadas consecutivas (Jordan además lo logró en dos ocasiones diferenciadas), mientras que Olajuwon, Bryant, James y Durant han ganado el trofeo en dos campañas consecutivas.
Magic Johnson es el único jugador que ha logrado este premio en su temporada rookie, aunque casualmente no fue nombrado Rookie del Año de la NBA durante la temporada regular (lo logró Larry Bird).
LeBron James es el único jugador en lograrlo con tres equipos diferentes (Miami Heat en 2012 y 2013, con los Cleveland Cavaliers en 2016 y con los Angeles Lakers en 2020) mientras que Kareem Abdul-Jabbar y Kawhi Leonard, lo hicieron con dos equipos diferentes, el primero con Milwaukee Bucks en 1971 y más tarde con Los Angeles Lakers en 1985, por su parte Kawhi Leonard lo consiguió en 2014 con San Antonio Spurs y 2019 con Toronto Raptors.
Los jugadores internacionales en hacerse con el premio son Hakeem Olajuwon de Nigeria (aunque naturalizado ciudadano estadounidense en 1993), Tim Duncan de las Islas Vírgenes de los Estados Unidos (pero desde su nacimiento posee la ciudadanía estadounidense), Tony Parker de Francia, Dirk Nowitzki de Alemania, Giannis Antetokounmpo de Grecia y Nikola Jokić de Serbia. Duncan es ciudadano estadounidense, pero está considerado jugador "internacional" por la NBA debido a que no nació en ninguno de los 50 estados o en Washington D. C.
El jugador más joven en ser nombrado MVP de las Finales es Magic Johnson, que lo obtuvo a los 20 años y 274 días en las Finales de 1980 y una segunda vez a los 22 años y 297 días en 1982. El segundo más joven es Kawhi Leonard, que lo obtuvo a los 22 años y 350 días en 2014, y el tercero es Tim Duncan, que lo consiguió con 23 años y 61 días en 1999.

## Ganadores

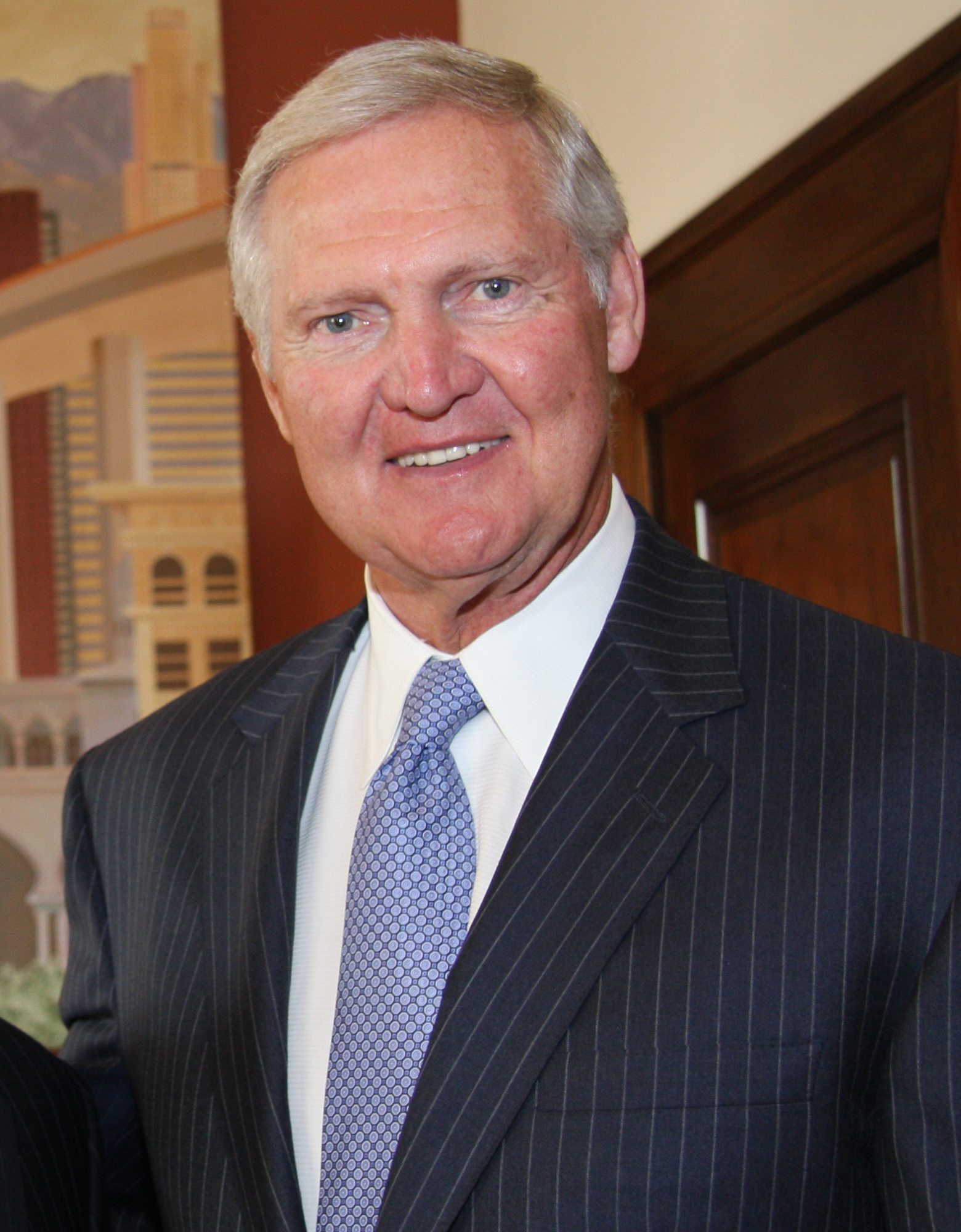
Jerry West es el primer ganador del premio y el único en hacerlo a pesar de pertenecer al equipo perdedor de las Finales de 1969.

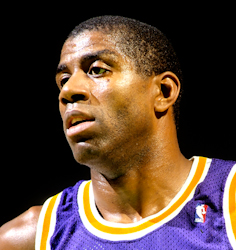
Magic Johnson ha ganado tres veces el premio en su carrera, siendo el único jugador que lo ha obtenido en su temporada rookie.

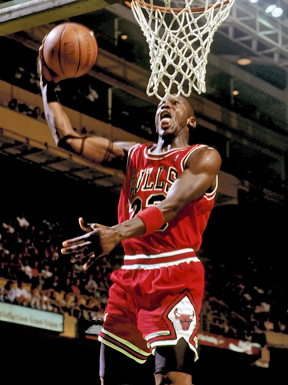
Michael Jordan es el único jugador capaz de ganar el premio en seis ocasiones.

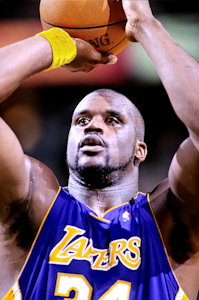
Shaquille O'Neal ha ganado tres veces el premio en su carrera.

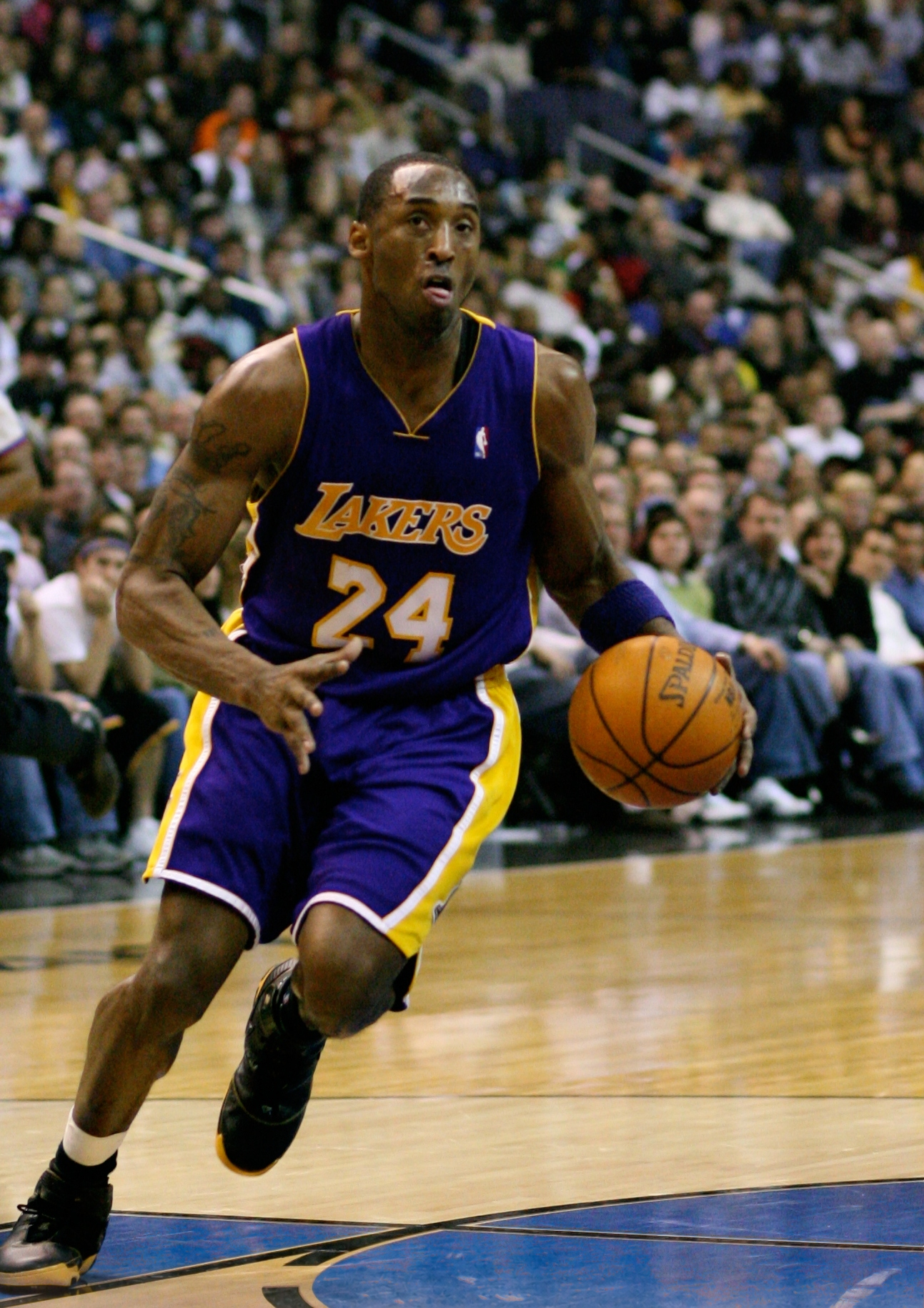
Kobe Bryant ganó el premio en 2009 y 2010.

|             | Jugador en activo en la NBA                                         |
|             | Elegido en el Basketball Hall of Fame                               |
|             | Jugador del equipo que perdió las Finales de la NBA                 |
| §           | Jugador que obtuvo el MVP de la Temporada de la NBA el mismo año    |
| &           | Jugador que obtuvo este premio en su temporada rookie               |
| Jugador (#) | Indica las veces que el jugador ha sido galardonado con este premio |

| Año  | Jugador                 | Nacionalidad   | Equipo                    |
| ---- | ----------------------- | -------------- | ------------------------- |
| 1969 | Jerry West              | Estados Unidos | Los Angeles Lakers (1)    |
| 1970 | Willis Reed (1) §       | Estados Unidos | New York Knicks (1)       |
| 1971 | Lew Alcindor (1) §      | Estados Unidos | Milwaukee Bucks           |
| 1972 | Wilt Chamberlain        | Estados Unidos | Los Angeles Lakers (2)    |
| 1973 | Willis Reed (2)         | Estados Unidos | New York Knicks (2)       |
| 1974 | John Havlicek           | Estados Unidos | Boston Celtics (1)        |
| 1975 | Rick Barry              | Estados Unidos | Golden State Warriors (1) |
| 1976 | Jo Jo White             | Estados Unidos | Boston Celtics (2)        |
| 1977 | Bill Walton             | Estados Unidos | Portland Trail Blazers    |
| 1978 | Wes Unseld              | Estados Unidos | Washington Bullets        |
| 1979 | Dennis Johnson          | Estados Unidos | Seattle SuperSonics       |
| 1980 | Magic Johnson (1) &     | Estados Unidos | Los Angeles Lakers (3)    |
| 1981 | Cedric Maxwell          | Estados Unidos | Boston Celtics (3)        |
| 1982 | Magic Johnson (2)       | Estados Unidos | Los Angeles Lakers (4)    |
| 1983 | Moses Malone §          | Estados Unidos | Philadelphia 76ers        |
| 1984 | Larry Bird (1) §        | Estados Unidos | Boston Celtics (4)        |
| 1985 | Kareem Abdul-Jabbar (2) | Estados Unidos | Los Angeles Lakers (5)    |
| 1986 | Larry Bird (2) §        | Estados Unidos | Boston Celtics (5)        |
| 1987 | Magic Johnson (3) §     | Estados Unidos | Los Angeles Lakers (6)    |
| 1988 | James Worthy            | Estados Unidos | Los Angeles Lakers (7)    |
| 1989 | Joe Dumars              | Estados Unidos | Detroit Pistons (1)       |
| 1990 | Isiah Thomas            | Estados Unidos | Detroit Pistons (2)       |
| 1991 | Michael Jordan (1) §    | Estados Unidos | Chicago Bulls (1)         |
| 1992 | Michael Jordan (2) §    | Estados Unidos | Chicago Bulls (2)         |
| 1993 | Michael Jordan (3)      | Estados Unidos | Chicago Bulls (3)         |
| 1994 | Hakeem Olajuwon (1) §   | Estados Unidos | Houston Rockets (1)       |
| 1995 | Hakeem Olajuwon (2)     | Estados Unidos | Houston Rockets (2)       |
| 1996 | Michael Jordan (4) §    | Estados Unidos | Chicago Bulls (4)         |
| 1997 | Michael Jordan (5)      | Estados Unidos | Chicago Bulls (5)         |
| 1998 | Michael Jordan (6) §    | Estados Unidos | Chicago Bulls (6)         |
| 1999 | Tim Duncan (1)          | Estados Unidos | San Antonio Spurs (1)     |
| 2000 | Shaquille O'Neal (1) §  | Estados Unidos | Los Angeles Lakers (8)    |
| 2001 | Shaquille O'Neal (2)    | Estados Unidos | Los Angeles Lakers (9)    |
| 2002 | Shaquille O'Neal (3)    | Estados Unidos | Los Angeles Lakers (10)   |
| 2003 | Tim Duncan (2) §        | Estados Unidos | San Antonio Spurs (2)     |
| 2004 | Chauncey Billups        | Estados Unidos | Detroit Pistons (3)       |
| 2005 | Tim Duncan (3)          | Estados Unidos | San Antonio Spurs (3)     |
| 2006 | Dwyane Wade             | Estados Unidos | Miami Heat (1)            |
| 2007 | Tony Parker             | Francia        | San Antonio Spurs (4)     |
| 2008 | Paul Pierce             | Estados Unidos | Boston Celtics (6)        |
| 2009 | Kobe Bryant (1)         | Estados Unidos | Los Angeles Lakers (11)   |
| 2010 | Kobe Bryant (2)         | Estados Unidos | Los Angeles Lakers (12)   |
| 2011 | Dirk Nowitzki           | Alemania       | Dallas Mavericks          |
| 2012 | LeBron James (1) §      | Estados Unidos | Miami Heat (2)            |
| 2013 | LeBron James (2) §      | Estados Unidos | Miami Heat (3)            |
| 2014 | Kawhi Leonard (1)       | Estados Unidos | San Antonio Spurs (5)     |
| 2015 | Andre Iguodala          | Estados Unidos | Golden State Warriors (2) |
| 2016 | LeBron James (3)        | Estados Unidos | Cleveland Cavaliers       |
| 2017 | Kevin Durant (1)        | Estados Unidos | Golden State Warriors (3) |
| 2018 | Kevin Durant (2)        | Estados Unidos | Golden State Warriors (4) |
| 2019 | Kawhi Leonard (2)       | Estados Unidos | Toronto Raptors           |
| 2020 | LeBron James (4)        | Estados Unidos | Los Angeles Lakers (13)   |
| 2021 | Giannis Antetokounmpo   | Grecia         | Milwaukee Bucks (2)       |
| 2022 | Stephen Curry           | Estados Unidos | Golden State Warriors (5) |
| 2023 | Nikola Jokić            | Serbia         | Denver Nuggets            |
| 2024 | Jaylen Brown            | Estados Unidos | Boston Celtics (7)        |
| 2025 | Shai Gilgeous-Alexander | Canadá         | Oklahoma City Thunder (2) |

Notas
1. ↑  Jerry West es el único jugador que ha ganado el "Premio Bill Russell al MVP de las Finales de la NBA" perteneciendo al equipo perdedor, Los Angeles Lakers.
2. ↑  Tras finalizar la temporada 1970-71, en una conferencia de prensa en el Departamento de Estado el 3 de junio de 1971, Lew Alcindor pidió ser llamado por su nuevo nombre, Kareem Abdul-Jabbar, ya que con anterioridad se había convertido al Islam.[6]
3. 1 2  Hakeem Olajuwon nació en Nigeria, pero se convirtió en ciudadano estadounidense en 1993.[7]
4. 1 2 3  Tim Duncan es nativo de las Islas Vírgenes de los Estados Unidos pero posee la ciudadanía estadounidense, por lo que representa internacionalmente a este país.[8]
5. 1 2 3 4 5  Tony Parker, Dirk Nowitzki, Giannis Antetokounmpo, Nikola Jokić y Shai Gilgeous-Alexander son los jugadores no estadounidenses que han logrado el galardón.
6. ↑  Es el segundo título para la franquicia, ya que el primero fue en 1979 cuando se denominaban Seattle SuperSonics.

## Récords

### Jugadores con más galardones
| N.º | Jugador                 | Premios | Años                               |
| --- | ----------------------- | ------- | ---------------------------------- |
| 1   | Michael Jordan          | 6       | 1991, 1992, 1993, 1996, 1997, 1998 |
| 2   | LeBron James            | 4       | 2012, 2013, 2016, 2020             |
| 3   | Magic Johnson           | 3       | 1980, 1982, 1987                   |
| 3   | Shaquille O'Neal        | 3       | 2000, 2001, 2002                   |
| 3   | Tim Duncan              | 3       | 1999, 2003, 2005                   |
| 6   | Willis Reed             | 2       | 1970, 1973                         |
| 6   | Kareem Abdul-Jabbar     | 2       | 1971, 1985                         |
| 6   | Larry Bird              | 2       | 1984, 1986                         |
| 6   | Hakeem Olajuwon         | 2       | 1994, 1995                         |
| 6   | Kobe Bryant             | 2       | 2009, 2010                         |
| 6   | Kevin Durant            | 2       | 2017, 2018                         |
| 6   | Kawhi Leonard           | 2       | 2014, 2019                         |
| 13  | Jerry West              | 1       | 1969                               |
| 13  | Wilt Chamberlain        | 1       | 1972                               |
| 13  | John Havlicek           | 1       | 1974                               |
| 13  | Rick Barry              | 1       | 1975                               |
| 13  | Jo Jo White             | 1       | 1976                               |
| 13  | Bill Walton             | 1       | 1977                               |
| 13  | Wes Unseld              | 1       | 1978                               |
| 13  | Dennis Johnson          | 1       | 1979                               |
| 13  | Cedric Maxwell          | 1       | 1981                               |
| 13  | Moses Malone            | 1       | 1983                               |
| 13  | James Worthy            | 1       | 1988                               |
| 13  | Joe Dumars              | 1       | 1989                               |
| 13  | Isiah Thomas            | 1       | 1990                               |
| 13  | Chauncey Billups        | 1       | 2004                               |
| 13  | Dwyane Wade             | 1       | 2006                               |
| 13  | Tony Parker             | 1       | 2007                               |
| 13  | Paul Pierce             | 1       | 2008                               |
| 13  | Dirk Nowitzki           | 1       | 2011                               |
| 13  | Andre Iguodala          | 1       | 2015                               |
| 13  | Giannis Antetokounmpo   | 1       | 2021                               |
| 13  | Stephen Curry           | 1       | 2022                               |
| 13  | Nikola Jokić            | 1       | 2023                               |
| 13  | Jaylen Brown            | 1       | 2024                               |
| 13  | Shai Gilgeous-Alexander | 1       | 2025                               |

* En negrita, jugadores en activo

### Equipos con más jugadores galardonados
| N.º | Franquicia                                | Premios | Años                                                                         |
| --- | ----------------------------------------- | ------- | ---------------------------------------------------------------------------- |
| 1   | Los Angeles Lakers                        | 13      | 1969, 1972, 1980, 1982, 1985, 1987, 1988, 2000, 2001, 2002, 2009, 2010, 2020 |
| 2   | Boston Celtics                            | 7       | 1974, 1976, 1981, 1984, 1986, 2008, 2024                                     |
| 3   | Chicago Bulls                             | 6       | 1991, 1992, 1993, 1996, 1997, 1998                                           |
| 4   | San Antonio Spurs                         | 5       | 1999, 2003, 2005, 2007, 2014                                                 |
| 4   | Golden State Warriors                     | 5       | 1975, 2015, 2017, 2018, 2022                                                 |
| 6   | Detroit Pistons                           | 3       | 1989, 1990, 2004                                                             |
| 6   | Miami Heat                                | 3       | 2006, 2012, 2013                                                             |
| 8   | New York Knicks                           | 2       | 1970, 1973                                                                   |
| 8   | Houston Rockets                           | 2       | 1994, 1995                                                                   |
| 8   | Milwaukee Bucks                           | 2       | 1971, 2021                                                                   |
| 8   | Seattle SuperSonics/Oklahoma City Thunder | 2       | 1979, 2025                                                                   |
| 10  | Portland Trail Blazers                    | 1       | 1977                                                                         |
| 10  | Washington Wizards                        | 1       | 1978                                                                         |
| 10  | Philadelphia 76ers                        | 1       | 1983                                                                         |
| 10  | Dallas Mavericks                          | 1       | 2011                                                                         |
| 10  | Cleveland Cavaliers                       | 1       | 2016                                                                         |
| 10  | Toronto Raptors                           | 1       | 2019                                                                         |
| 10  | Denver Nuggets                            | 1       | 2023                                                                         |